# Cohors V Breucorum

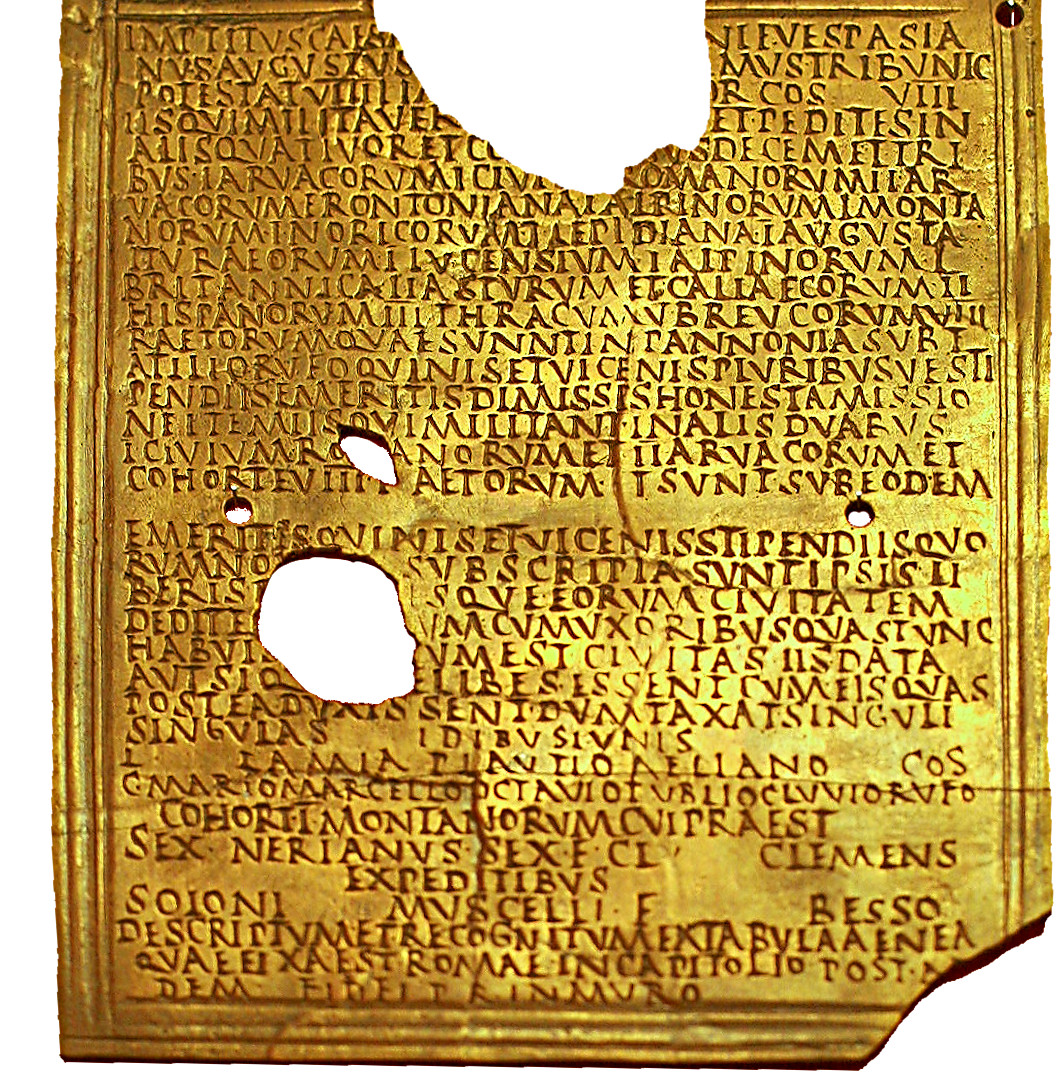
Das Militärdiplom vom 13. Juni 80 n. Chr.

Die Cohors V Breucorum [Philippiana] [civium Romanorum] [equitata] (deutsch 5. Kohorte der Breuker [die Philippianische] [der römischen Bürger] [teilberitten]) war eine römische Auxiliareinheit. Sie ist durch Militärdiplome sowie durch Inschriften belegt.

## Namensbestandteile
- Breucorum: [der] Breuker. Die Soldaten der Kohorte wurden bei Aufstellung der Einheit aus dem illyrischen Volk der Breuker auf dem Gebiet der römischen Provinz Pannonia rekrutiert.

- Philippiana: die Philippianische. Eine Ehrenbezeichnung, die sich auf Philippus Arabs (244–249) bezieht. Der Zusatz kommt in der Inschrift (CIL 3, 11781) vor.

- civium Romanorum: der römischen Bürger bzw. mit römischem Bürgerrecht. Den Soldaten der Einheit war das römische Bürgerrecht zu einem bestimmten Zeitpunkt verliehen worden. Für Soldaten, die nach diesem Zeitpunkt in die Einheit aufgenommen wurden, galt dies aber nicht. Sie erhielten das römische Bürgerrecht erst mit ihrem ehrenvollen Abschied (Honesta missio) nach 25 Dienstjahren. Der Zusatz kommt in der Inschrift (AE 1973, 425) vor.

- equitata: teilberitten. Die Einheit war ein gemischter Verband aus Infanterie und Kavallerie. Der Zusatz kommt in der Inschrift (AE 1973, 425) vor.

Da es keine Hinweise auf den Namenszusatz milliaria (1000 Mann) gibt, war die Einheit eine Cohors equitata. Die Sollstärke der Kohorte lag bei 600 Mann (480 Mann Infanterie und 120 Reiter), bestehend aus 6 Centurien Infanterie mit jeweils 80 Mann sowie 4 Turmae Kavallerie mit jeweils 30 Reitern.

## Geschichte
Der erste Nachweis der Einheit in der Provinz Pannonia beruht auf einem Militärdiplom, das auf das Jahr 80 n. Chr. datiert ist. In dem Diplom wird die Kohorte als Teil der Truppen (siehe Römische Streitkräfte in Pannonia) aufgeführt, die in der Provinz stationiert waren.
Laut Géza Alföldy kam die Kohorte wenige Zeit später nach Noricum, wo sie im 2. Jahrhundert zunächst im Kastell Zwentendorf und danach verteilt auf mehrere Kastelle im Nordwesten Noricums stationiert war.

## Standorte

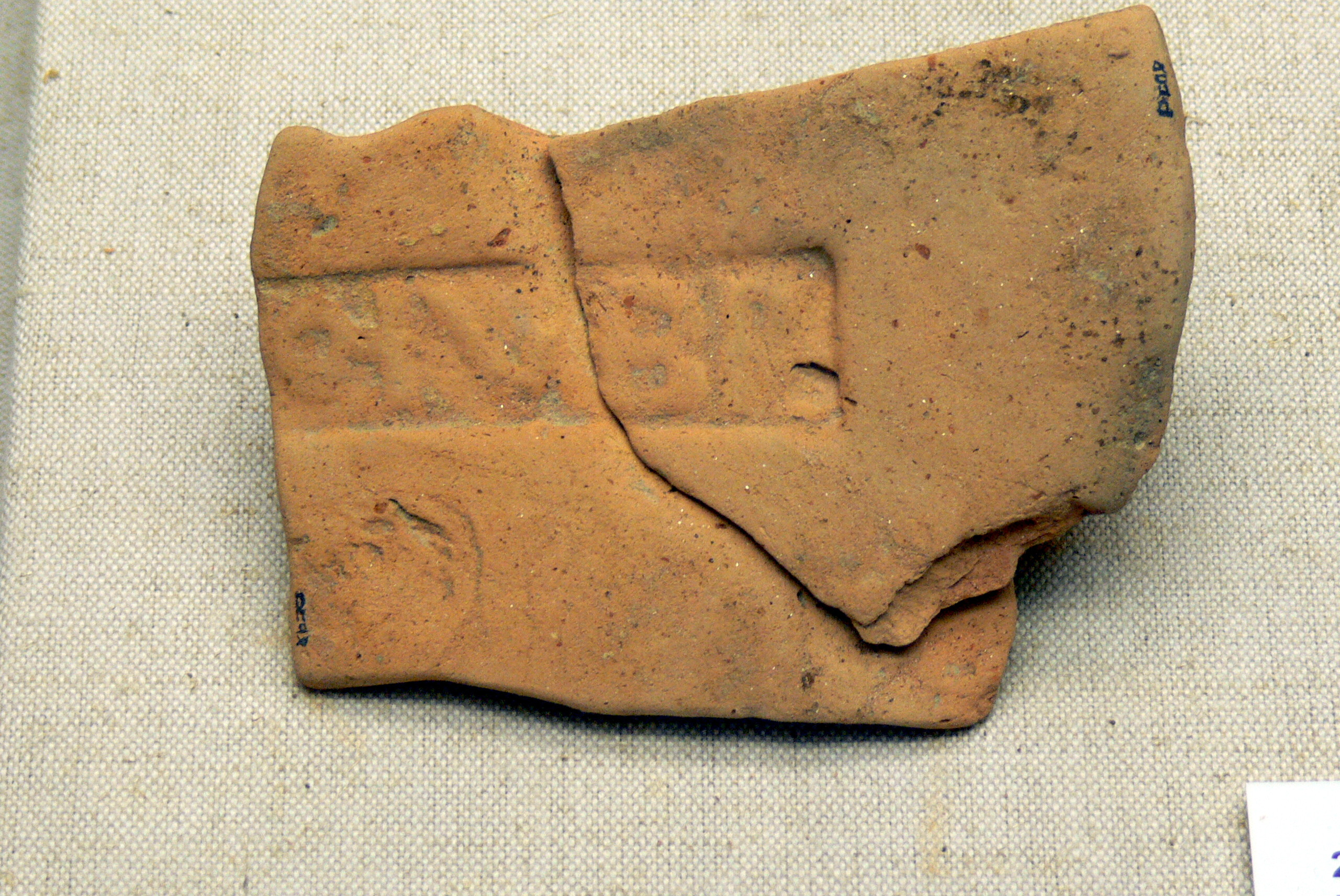
Ziegelstempel der (C)OH V BR(eucorum) im Römermuseum Kastell Boiotro

Standorte der Kohorte in Noricum waren möglicherweise:
- Boiodurum:[A 1]
- Schlögen:[A 1]
- Wallsee:[A 1]
- Zeiselmauer:[A 1]
- Zwentendorf:[A 1]

Standorte der Kohorte in Pannonia waren möglicherweise:
- Petronell-Carnuntum: Laut John Spaul war die Kohorte wohl für einige Zeit in oder bei Petronell stationiert, wenn man davon ausgeht, dass Surus Bricio und Venemus dort begraben wurden, wo sie stationiert waren.[1]

Standorte der Kohorte in Raetia waren möglicherweise:
- Weihmörting: Laut John Spaul war die Kohorte in der Mitte des 3. Jhd. wohl in Weihmörting stationiert. In Weihmörting wurde ein Altar (ediert als CIL 3, 11781/HD042451)  gefunden, der aber wahrscheinlich aus Passau kam.[1][4]

## Angehörige der Kohorte
Folgende Angehörige der Kohorte sind bekannt.

### Kommandeure
- Septimius C(lau)dianus (CIL 3, 11781)
- T(itus) Acilius Florentinus, ein Präfekt (CIL 10, 6102)

### Sonstige
- Surus Bricio, ein Soldat (CIL 3, 5086)
- Ti. Aur(elius) Saturius, ein Veteran (CIL 3, 5472)
- Venemus (oder Venetus)[5], ein Soldat (um 71/100)[5] (AE 1973, 425)